# Pinus thunbergii
Pinus thunbergii, el pino japonés de Thunberg, (sin.: Pinus thunbergiana; chino: 黑松; japonés: Kuromatsu; Kanji: 黒松) es una especie arbórea de la familia de las Pináceas. Se trata de un pino originario de las zonas costeras de Japón (Kyūshū, Shikoku y Honshū, pero no Hokkaidō) y Corea del Sur.

## Descripción
El pino japonés de Thunberg puede llegar a la altura de 40 m, pero raramente alcanza este tamaño fuera de su zona de distribución natural. Las acículas están en fascículos de dos con una vaina blanca en la base, 7-12 cm de largo; los conos femeninos tienen una longitud de 4-7 cm, ecamosos, con pequeñas puntas en el extremo de las escamas, tardando dos años en madurar. Los conos masculinos tienen una longitud de 1-2 cm en macizos de 12-20 en las puntas del crecimiento en primavera. La corteza es gris en los árboles jóvenes y pequeñas ramas, cambiando al negro y plateado en ramas más grandes y el tronco; haciéndose bastante espesas en troncos de más edad.